# Balé Demba
Balé Demba est l'avant-dernier roi (manga) du royaume de Dubréka, dans l'actuelle Guinée. En 1880, il signe un traité de protectorat avec la France, point de départ de la colonisation de la Guinée. Ce traité conduit à l'installation des Français dans la presqu'île de Tumbo, autour du village de Conakry.

## Biographie
Fils du manga Damba, appartenant à la descendance du fondateur de la dynastie, Soumba Toumany, il devient roi en mars 1866. Il devait avoir environ 60 ans, car en 1885 il est qualifié d'octogénaire, ce qui le fait naître dans la décennie 1800-1810.
Le 20 juin 1880 à Tanéné, sa résidence, il signe un traité de protectorat avec la France,. Il voulait se protéger des Anglais avec lesquels il avait de mauvaises relations et une rente annuelle de deux mille francs, payable semestriellement, lui était accordée. Le traité est confirmé le 30 juin 1880 à Benty et ratifié par la France par décret du 26 septembre 1883.
En 1884, il réside à Toumania, où Jean Bayol, le lieutenant-gouverneur des Rivières du Sud, vient le voir le 16 janvier 1884, et de nouveau à l'été pour contrer les ambitions allemandes.
Le 1er février 1885, par un acte additionnel au traité de 1880 qui sera ratifié le 22 mai 1885, Bayol obtient de Balé Demba la cession d'un terrain dans l'île de Tombo, près du village de Conakry, ce qui va permettre la fondation de la future capitale de la colonie.
Le manga est entouré de ministres et de conseillers. On connaît le nom de ses ministres à la fin de sa vie, à l'époque de l'implantation française : Garé Demba et Kalé Lamina. Les villages sont sous l'autorité de chefs de village, qui ont un poids politique important : on voit qu'un certain nombre d'entre eux contresignent le traité de 1880.
Par la suite, Balé Demba s'aperçoit que l'installation de postes douaniers par la France le prive de ressources fiscales (pour lesquelles il avait été indemnisé par la rente prévue à l'article VII du traité) et il cherche sans succès à résister au développement de l'administration française.
Il meurt le 8 décembre 1886. De fortes rivalités se font jour pour sa succession. Ces rivalités furent utilisées par la France pour conforter son contrôle de la région. Son successeur, Balé Siaka, ne fut élu que le 15 juin 1888.